# Pilbara

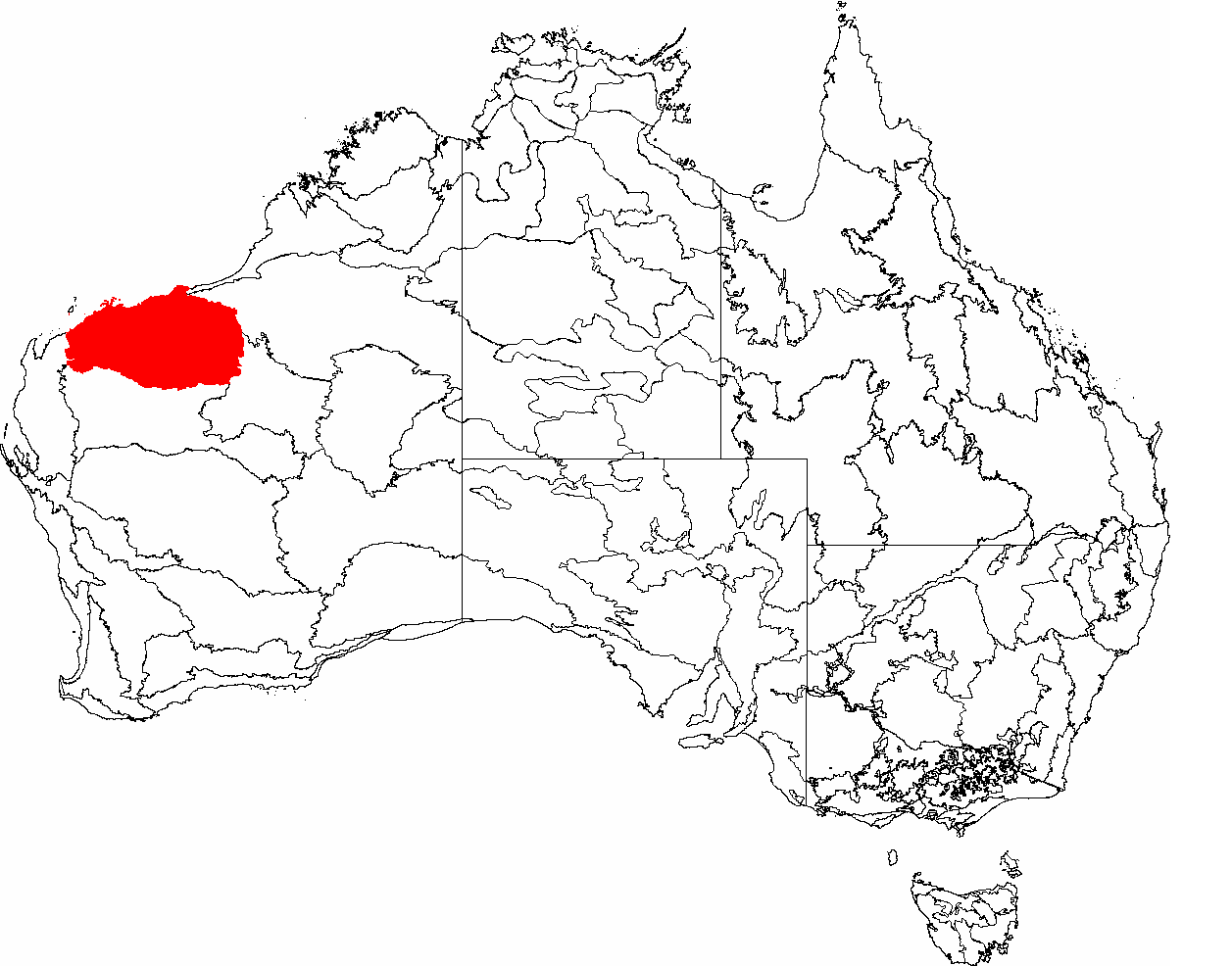
Pilbara na mapie Australii

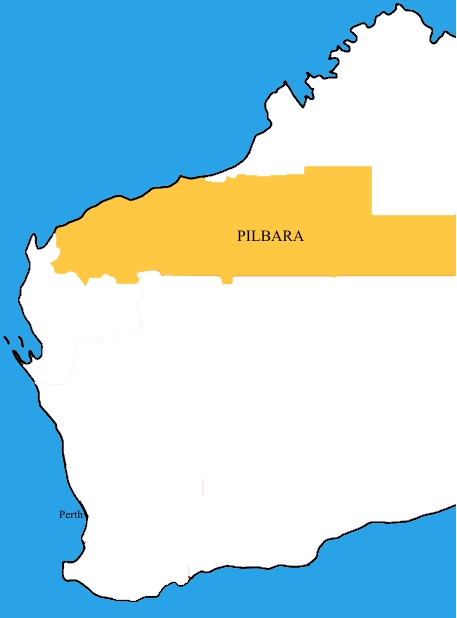
Granice administracyjne regionu Pilbara

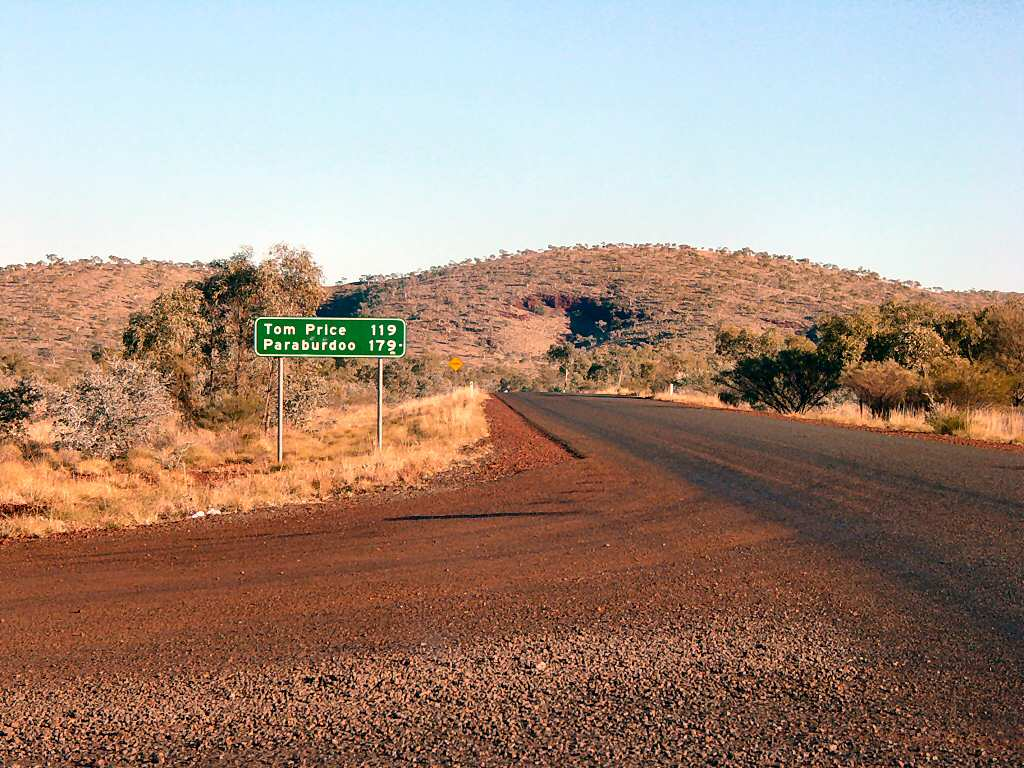
Jedna z dróg w regionie

Pilbara – region w Australii, w północnej części stanu Australia Zachodnia, leżący nad Oceanem Indyjskim, pomiędzy rzekami De Grey i Ashburton. Dla potrzeb statystycznych region zdefiniowany jest jako obejmujący cztery jednostki administracyjne: Ashburton, East Pilbara, Port Hedland oraz Roebourne. Powierzchnia regionu wynosi ok. 510 000 km², a liczba ludności 42 411 (2001).
W regionie znajdują się liczne złoża, m.in. rudy żelaza, złota, cyny, miedzi, talku, manganu, magnezu, srebra, berylu i kolumbitu.